# میرا هانتر

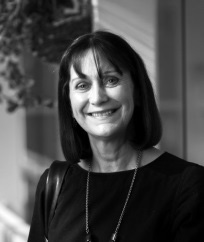
King's College portrait, 2013

مایرا سالی هانتر استاد روان‌شناسی سلامت بالینی در مؤسسه روان‌پزشکی، روان‌شناسی و علوم اعصاب، کینگز کالج لندن، و روان‌شناس بالینی و سلامت در بنیاد NHS لندن و مادزلی است.
تحقیقات هانتر در زمینه‌های رویکردهای روانشناختی در سلامت زنان، قلب و عروق و انکولوژی تخصص دارد. او مداخلات رفتاری شناختی را برای زنان مبتلا به درد قفسه سینه، مشکلات پیش از قاعدگی و اخیراً یائسگی (از جمله زنان سالم و زنانی که سرطان سینه داشته‌اند) را ارزیابی کرده‌است.